# تسلسل غرز

مركب ينقول بكتيري يوضح تسلسلا غرز على طرفيه كجزء من مكوناته.

تسلسل الغرز (بالإنجليزية: insertion sequence)‏ واختصارا (IS) هو تسلسل دنا قصير يتصرف كينقول بسيط. لدى تسلسلات الغرز ميزتان أساسيتان: فهي صغيرة مقارنة بأنواع الينقولات الأخرى (طولها في العادة حوالي 700 إلى 2500 زوج قاعدي) ولا تشفِّـر سوى البروتينات التي لها علاقة بنشاط الانتقال (ومنه فهي مختلفة عن أنواع الينقولات الأخرى التي تحمل معها جينات إضافية مثل جينات مقاومة المضادات الحيوية). البروتينات التي تشفرها هذه التسلسلات في العادة هي: ترانسبوزاز وهو محفز يسمح لتسلسل الغرز بالانتقال، وكذلك بروتين منظم يقوم إما بحث أو تثبيط عملية الانتقال.
تُحاط منطقة التشفير على طرفيها في تسلسل الغرز عادة بإعادات مقلوبة، على سبيل المثال التسلسل المقلوب المعروف 'IS911' الذي طوله 1250 زوج قاعدي يحوي على طرفيه إعادة مقلوبة طول كل واحدة منهما 69 زوج قاعدي وتحوي منطقته المشفِّرة على جينين متداخلين جزئيا 'orfA' و'orfAB' يشفران الترانسبوزاز (OrfAB) والبروتين المنظِّم (OrfA).
يمكن أن تسمى تسلسلات غرز معينة تبعا للهيئة ISn حيث n عبارة عن رقم (مثال IS1 ،IS2 ،IS3 ،IS10 ،IS50 ،IS911 ،IS26 الخ)، لكن ليست هذه هي الطريقة الوحيدة للتسمية. رغم أن تسلسلات الغرز تتعلق بجينومات بدائيات النوى إلا أن بعض تسلسللات دنا حقيقيات النوى التي تنتمي إلى عائلة الينقولات Tc1/mariner يمكن أن تُعتبَر تسلسلات غرز.
بالإضافة إلى وجودها مستقلة، يمكن لتسلسلات الغرز أن تظهر كأجزاء من مركب ينقولات، يتكون مركب الينقول من سلسلتي غرز جناحيتين، جين إضافي أو أكثر مثل جين مقاومة المضادات الحيوية (كمثال: Tn5، Tn10)، في حين يوجد نوع آخر من الينقولات يسمى وحدة ينقولات لا تحمل في أطرافها تسلسلات غرز كمثال Tn7.
لا يعتمد مركب الينقول على تسلسلات الغرز الجناحية لأنتاج إنزيم الريزولفاز، الريزولفاز جزء من جينوم المركب ويقص عند الإعادات المقلوبة الجناحية.